# Pruzhany
Pruzhany (bielorruso y ruso: Пружаны; polaco: Prużana; yidis: פרוזשענע Pruzhene) es una ciudad subdistrital de Bielorrusia, capital del distrito homónimo en la provincia de Brest.
En 2017, la ciudad tenía una población de 18 515 habitantes.
Se ubica unos 80 km al noreste de la capital provincial Brest, sobre la carretera P85 que lleva a Slonim.

## Historia
Se conoce la existencia de la localidad desde 1487, cuando se menciona con el nombre de Dabuchyn. La localidad fue adquirida en 1532 por Bona Sforza de Milán y en 1588 su hija Ana Jagellón de Polonia le otorgó el Derecho de Magdeburgo y sus actuales topónimo y escudo de armas. En los siglos XVII y XVIII fue un importante centro de producción de cerámica y azulejos. Tras la partición de 1795 pasó a pertenecer al Imperio ruso, dentro del cual acabó siendo el propietario de la localidad el noble polaco Walenty Szwykowski, que construyó a mediados del siglo XIX un palacio que actualmente es el principal monumento de la localidad.
Antes de la Segunda Guerra Mundial, los judíos formaban dos tercios de la población local, pero en 1941 los nazis ocuparon la localidad y crearon aquí un gueto en el que encerraron a los judíos de la zona y a otros muchos procedentes de Bialystok; más de diez mil judíos de este gueto fueron asesinados en 1943 mediante su traslado a Auschwitz. La localidad tuvo que ser reconstruida durante el posterior período soviético, ya que el 70% de los edificios quedaron inutilizables tras los ataques alemanes.